# South Sudan Patriotic Army
Die South Sudan Patriotic Army (SSPA) ist eine Rebellenmiliz im Südsudan. Die Gruppierung kämpfte im Bürgerkrieg im Südsudan 2013 bis 2018, vor allem gegen die Streitkräfte des Südsudan (South Sudan People’s Defense Force, SSPDF) und diente als militärischer Arm von Costello Garang Rings South Sudan Patriotic Movement. Die SSPA ist gut bewaffnet und relativ zahlreich, operiert hauptsächlich im Bundesstaat Northern Bahr el Ghazal und gilt als eine der mächtigsten Rebellengruppen im Südsudan.

## Geschichte

### Ursprünge
Die SSPA wurde von Brigadegeneral Agany Abdel Bagi Ayii Akol in Northern Bahr el Ghazal gegründet. Sie entstand zwischen Anfang 2016 und April 2017. Schon seit dem ersten Auftreten besitzt die SSPA Ausrüstung, welche für eine Rebellengruppe ungewöhnlich hochentwickelt war, inklusive Uniformen, Technicals, PKs, Rückstoßfreie Panzerabwehrhandwaffen und Kalaschnikows. Beobachter wiesen darauf hin, dass dies auf einen mächtigen Förderer im Hintergrund hindeuten könne.
Dementsprechend gab es viele Spekulationen über mögliche Verbindungen zwischen der SSPA und verschiedenen südsudanesischen Strongmen. Es gab die Vermutung, dass es sich um eine Frontorganisation von Paul Malong Awan handelte, dem ehemaligen Chef des Stabes der SPLA, da die Entstehung der SSPA mit der Ankunft von Malongs Privatarmee Mathiang Anyoor im Bundesstaat Aweil zusammenfiel. Es war auch bekannt, dass zahlreiche Anhänger von Malong sich der SSPA angeschlossen hatten. Andererseits teilte die Miliz ihren Namen mit dem South Sudan Patriotic Movement (SSPM) des Oppositionspolitikers Costello Garang Ring. Obwohl anfangs Verbindungen von Garang mit der SSPA verneint wurden, enthüllte der Sprecher Deng Mareng Deng, dass Garang der politische Führer der SSPA war.

### Militärische Einsätze
Der ursprüngliche Stützpunkt der SSPA lag in Meram in Aweil East State, von wo aus die Miliz im späten April 2017 begann Positionen der SPLA im nahegelegenen Rumaker zu überfallen. Im Juni behauptete die Miliz die Städte Malek Gumel und Warguet eingenommen zu haben und kündigte an Paul Malong Awans Heimatstadt Malualkon bei Aweil anzugreifen. Die Regierung verneinte offiziell den Fall beider Städte, während ein lokaler Polizist bestätigte, dass Malek Gumel von der SSPA erobert worden sei, während Warguet noch unter Kontrolle der SPLA sei. Die SSPA behauptete auch große Mengen an Waffen und Equipment im Verlauf der Kämpfe erbeutet zu haben. Im August 2017 hatte die SSPA Malek Gumel jedoch wieder verloren und begann eine neue Attacke sowie einen Angriff gegen Majak Wei. Diese Angriffe wurden von den Regierungstruppen abgewehrt.
Im September behauptete die SSPA, Gespräche mit anderen Rebellengruppen geführt zu haben, um militärische Aktionen aufeinander abzustimmen. Agany Abdel Bagi Ayii Akol verkündete, dass die Aufständischen eine Allianz mit der SSPA bilden würden, zusammen mit Truppen, die loyal zu Riek Machar, Lam Akol, Thomas Cirillo, Joseph Bangasi Bakosoro, und John Uliny waren. Die letzteren verneinten jedoch, dass irgendwelche Gespräche mit der SSPA stattgefunden hätten.
Im Oktober 2017 galt die SSPA als eine der größten Bedrohungen für die südsudanesische Regierung, nachdem sie „signifikante Erfolge“ („significant military gains“) verzeichnen konnte. Trotzdem lief der Sprecher Brig. Gen. Deng Mareng Deng Ende Oktober zur Regierung über und verkündete, er sei enttäuscht von Costello Garang Rings politischer Führung. Im Januar und Februar 2018 schlossen sich jedoch mehrere Anhänger von Malong mit ihren persönlichen Einheiten der SSPA an. Darunter waren Kuol Athuai Hal, Manut Yel Lual und Baak Bol Baak.
Am 25. August 2018 erklärte sich Brigadier General Agany selbst zum „Interimsführer“ („interim leader“) des gesamten South Sudan Patriotic Movement und setzte damit Costello Garang Ring als Parteiführer ab. Er behauptete, dass er von den anderen Führern der SSPM/A gewählt worden sei, nachdem Costello versagt hatte an den laufenden Friedensgesprächen in Khartum zwischen der Regierung und verschiedenen Rebellengruppen teilzunehmen. Der General sagte, dass er sich an den Friedensgesprächen beteiligt habe und dass er „die Öffentlichkeit versichern könne, dass es dabei kein Problem gäbe“ („reassure the public that there is no any problem at all“). Costello antwortete mit einer Mitteilung, dass er den Friedensprozess völlig unterstützen würde und Agany habe sowieso „keine Autorität“ („no authority“) habe ihn abzusetzen. Die Auseinandersetzungen dauerten bis zum 4. September, als ein anderer SSPA-Kommandant verkündete, dass Agany und Costello ausgesöhnt seien und letzterer habe zugestimmt, „einige administrative Problem zu lösen“ („resolve some administrative issues“). Die Unstimmigkeiten zwischen den beiden sollten durch ein Mediations-Komitee aus Mitgliedern der SSPM und aus Stammesführern gelöst werden.

## Organisation
Der Gründer der SSPA und Brigadier General Agany Abdel Bagi Ayii Akol, ein ethnischer Dinka ist der Sohn des Stammesführers Abdel Bagi Ayii Akol. Agany diente als Offizier in der SPLA, bevor er sich Peter Gadets Rebellion gegen die Regierung des Südsudan 2016 anschloss. Brig. Gen. Deng Mareng Deng diente als Sprecher der Gruppe bis zu seinem Seitenwechsel im Oktober 2017. General Hussein Abdel-Bagi Akol ist ein weiterer einflussreicher Kommandant.
Die Miliz behauptet, 15.000 Kämpfer unter ihrem Kommando zu haben und ist aufgeteilt in eine Reihe von Untereinheiten, unter anderem der Dot Baai Brigade (Save the Homeland brigade). Ihre Männer bestehen vor allem aus Dinka, aber es konnten auch Kämpfer aus anderen Ethnien rekrutiert werden.